# 盧森堡軍事管轄區
卢森堡军事管辖区是纳粹德国在其占领的卢森堡领土之上建立的军管辖区，1940年5月11日至1940年7月29日存在于卢森堡，其后被卢森堡民事管辖区所取代。
1940年5月10日早，德国外交官冯·拉多维茨向卢森堡政府递交了一份德国政府的备忘录，指出德国无意触犯大公国的主权与领土完整；第二天，卢森堡军事管辖权成立。卢森堡的利益由阿尔伯特·韦勒（Albert Wehrer）领导的委员会所代表，该委员会由高级官员组成，并得到了众议院认可。韦勒的委员会与军事管辖委员会之间关系很好，因为军事当局的舒马赫上校对卢森堡问题持宽容态度，并愿与委员会协商解决这些问题。
1940年7月13日，卢森堡大学德语教师达米安·克拉岑伯格（Damian Kratzenberg）成立了卢森堡德意志人联盟（VdB）。其主要目标是通过宣传将卢森堡民众推向与德国友谊之立场。
一些议员和高官认为，卢森堡可如同第一次世界大战时那样，在军事占领下保留一定程度的自治权，并试图与德国达成某种“协定”。然而，德国当局很快就明确表示——这次卢森堡的命运将与以往不同。纳粹认为卢森堡人是另一支日耳曼民族，因此大公国是为德国领土。因此军事管辖当局在1940年7月31日之前离开卢森堡，随后由古斯塔夫·西蒙领导的民政当局所取代。